# Zikadenwespen
Zikadenwespen (Dryinidae) sind eine Familie der Chrysidoidea. Von etlichen Arten sind noch keine Wirte bekannt, jedoch wird angenommen, dass die Larven aller Zikadenwespen Parasitoide sowohl von Rundkopfzikaden (Cicadomorpha) als auch von Spitzkopfzikaden (Fulgoromorpha) sind. Die Larven entwickeln sich zunächst endoparasitisch im Körper der erwachsenen oder larvalen Zikaden, das letzte Larvenstadium lebt dann ektoparasitisch in einem sogenannten Dryiniden-Sack. Vor dem Verlassen des Sackes werden die inneren Organe des Wirtstieres gefressen, dieses stirbt dann ab.
Zusätzlich ernähren sich Zikadenwespen auch räuberisch von Zikaden. Wirtstiere und Beutetiere werden mit den zu Fangbeinen umgestalteten Vorderbeinen ergriffen.

## Verbreitung
Zikadenwespen sind weltweit verbreitet. Sie leben in allen terrestrischen Lebensräumen, in denen auch ihre Wirtstiere, die Zikaden, existieren. Jene leben in allen mit Pflanzen bestandenen Lebensräumen, von den Salzwiesen der Nord- und Ostsee, über die Hochgebirge bis in die Tropen und Subtropen. Zikaden besiedeln alle Habitate vom Gewässerufer bis hin zu Trockenrasen und Wäldern. Neben dem Vorkommen der entsprechenden Wirtspflanze(n) sind weitere Umweltbedingungen wie Kleinklima und die Vegetationsstruktur für die Artenverteilung in Raum und Zeit maßgeblich.

## Beschreibung
Die Weibchen der Zikadenwespen sind durch den Besitz eines Giftstachels gekennzeichnet. Flügellose oder kurzflügelige (brachyptere) Formen sind bei den Weibchen häufig. Die Fühler beider Geschlechter sind zehngliedrig und setzen nahe der Stirnplatte (Clypeus) an. Die Wespen sind nur etwa drei Millimeter lang. Die Vorderfüße (Tarsen) der Weibchen sind zu Fangorganen umgebildet, die ähnlich wie die Fangarme der Gottesanbeterinnen funktionieren. Mit ihnen werden Zikadenlarven gefangen, an welche die Wespen ihre Eier legen. Von etlichen Arten sind bisher keine oder nur wenige Männchen bekannt, dies gilt insbesondere für die Unterfamilie Gonatopodinae. Erwachsene Tiere sind meist von April bis September, vor allem im Hochsommer, zu finden. Sie sind oft selten zu finden, obwohl die Parasitierungsraten einzelner Zikadenpopulationen hoch sein können.
Viele Weibchen der Zikadenwespenarten imitieren in ihrem äußeren Erscheinungsbild Ameisen. Dieses erlaubt ihnen, ihre Wirte leichter zu befallen. Die Wirte leben häufig in enger Beziehung mit Ameisen, die den von ihnen ausgeschiedenen Honigtau fressen. Die Wirte erkennen somit ihre Feinde nicht (Mimikri).

## Lebensweise

### Fortpflanzung und Entwicklung

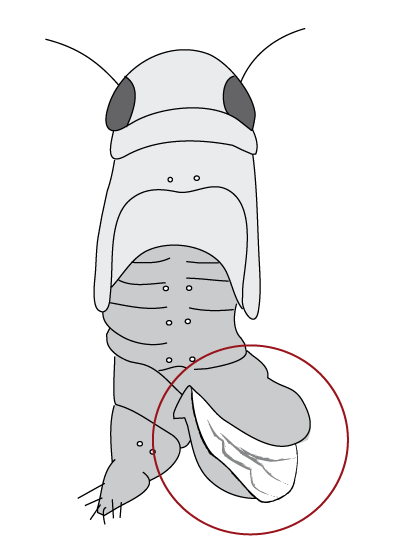
Zikadenlarve mit „Dryiniden-Sack“.

Die Weibchen der Zikadenwespen fangen vorwiegend kleinere, noch larvale Zikaden, aber auch erwachsene Tiere, um ihnen ein Ei in den Körper zu stechen. Sie greifen dazu die Zikaden mit den zu Fangscheren umgebauten Vordertarsen. Aus dem Ei schlüpft eine Larve, die sich im Körper des Wirtes entwickelt (endoparasitisch). Die Larven durchlaufen je nach Art vier oder fünf Stadien. Die Larve des vorletzten Stadiums durchbricht die Haut zwischen den Segmenten des Zikadenkörpers (Intersegmentalhaut) nach außen und wird dann zum Ektoparasiten. Sie ist durch die Hüllen ihrer ersten abgestreiften Larvenhaut (Exuvie) weiter geschützt. Es bildet sich so ein charakteristischer, sogenannter Dryiniden-Sack (siehe Abbildung), in dem die Larve bis zur Verpuppung lebt. Die Altlarve (4. bzw. 5. Larvenstadium) sprengt nach etwa zwei bis vier Wochen den stark angeschwollenen Sack und spinnt sich auf einer Pflanze oder im Boden einen kompakten, seidigen, häufig zweischichtigen Kokon, in dem die Verpuppung erfolgt. Die Puppenruhe dauert im Sommer weitere vier Wochen. Die Überwinterung erfolgt meist als Altlarve oder Präpuppe im Kokon oder als Junglarve im überwinternden Wirt. Einige Arten der Zikadenwespen verbringen ihre Larvalzeit aber auch ganz endoparasitisch.
Durch die von der Larve der Zikadenwespen ausgeschiedenen Substanzen kann die Entwicklung der Zikadenlarve unterbrochen werden. Meist erreicht diese das Erwachsenenstadium nicht. Wird die Entwicklung nicht unterbrochen, wird der Stoffwechsel des Wirtes „parasitengerecht“ umprogrammiert. Durch die Parasitierung können erhebliche Veränderungen bei der älter werdenden Zikadenlarve verursacht werden. Sie bildet viel Hämolymphe und Fettkörper. Die Ausbildung des Außenskeletts Exoskelett und die Bildung der Geschlechtsorgane Gonaden wird stark unterdrückt. Die Larve wird gleichsam parasitär kastriert, wovon vor allem männliche Individuen betroffen sind, die teilweise weibliche Charakteristika annehmen. Zusätzlich tritt oft eine Depigmentierung befallener erwachsener Wirte auf, die dann blasser gefärbt erscheinen. Bei befallenen erwachsenen Zikaden scheinen, außer der Bildung eines Dryiniden-Sackes keine weiteren Veränderungen einzutreten. Das letzte Larvenstadium der Zikadenwespen frisst vor dem Verlassen des Sackes die inneren Organe des Wirtstieres, was dessen Tod zur Folge hat.

### Wirtstiere
Innerhalb der Unterfamilien der Zikadenwespen scheint eine Wirtsspezifität vorzuliegen; sie scheinen jeweils nur bestimmte Zikadenfamilien zu befallen. So schmarotzen die Aphelopinae bei den Familien der Blatt- und Zwergzikaden. Die Anteoninae sind durchweg Parasiten der Zwergzikaden, während die Dryininae Käferzikaden und Glasflügelzikaden und die Bocchinae Kleinzikaden der Unterfamilie der Zirpen bevorzugen. Die Gonatopodinae schmarotzen teilweise bei den Spornzikaden, andere hingegen bei den Zwergzikaden.
Die einzelnen Arten sind selten auf eine Wirtsart beschränkt, sondern zeigen oft eine breite Oligophagie und nutzen nur eine oder maximal zwei Zikadenfamilien. So ist beispielsweise in England die Zikadenwespe Gonatopus sepsoides (= G. clavipes (Thunverg, 1827) var. sepsoides Westwood, 1833) aus 16 verschiedenen Arten aus elf Gattungen der Zirpen gezogen worden und für Dicondylus bicolor (= G. bicolor (Haliday, 1828)) sind in Europa 17 Wirte aus elf Gattungen der Spornzikaden als Wirte nachgewiesen.

### Ernährung
Die Weibchen der Zikadenwespen ernähren sich von den zuckerhaltigen Ausscheidungen der Zikaden (Honigtau) oder der Hämolymphe (Körperflüssigkeit) und dem Zellgewebe ihrer Beute. Die Männchen nehmen in der Regel keine Nahrung zu sich, zeitweilig wird aber Honigtau aufgenommen.

## Systematik

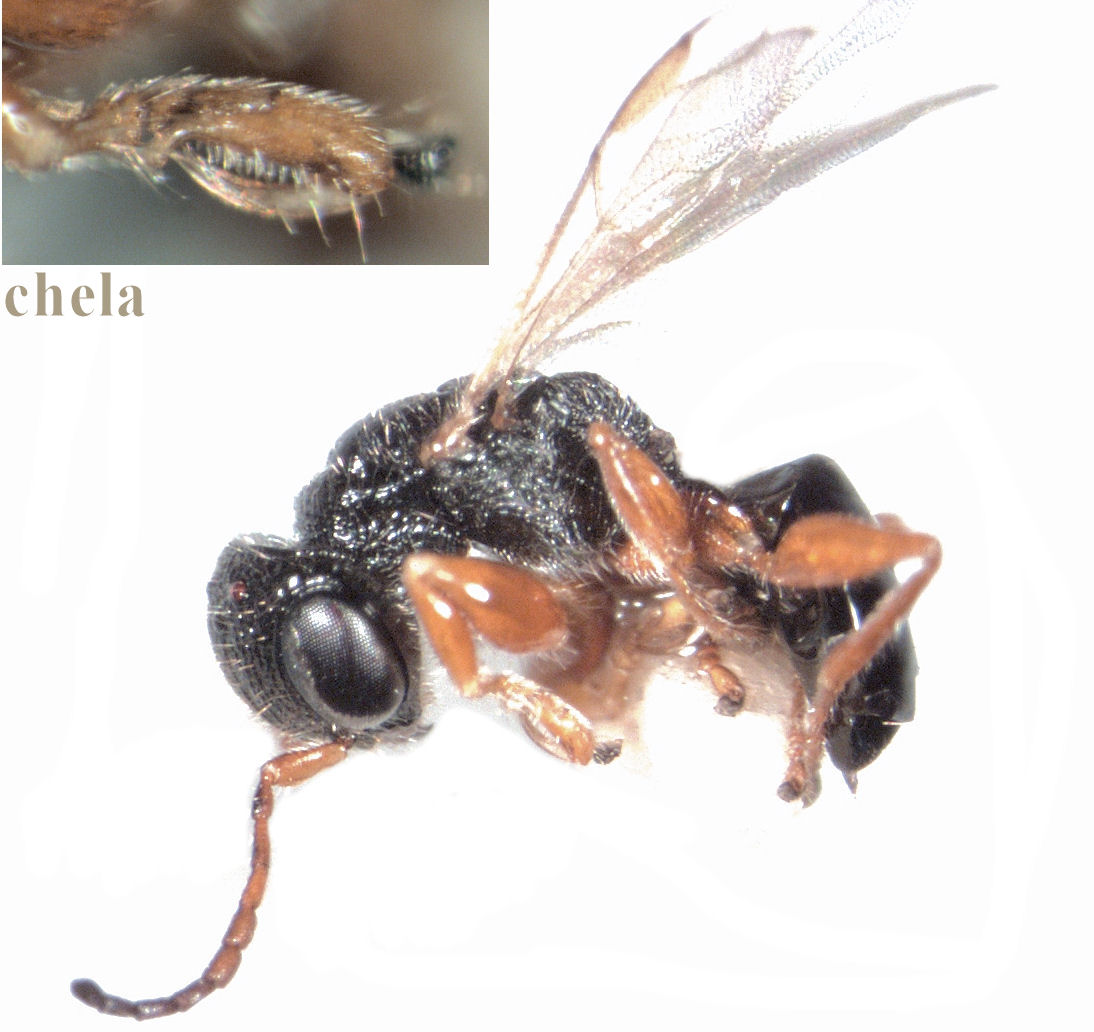
Unterfamilie Anteoninae: Anteon caledonianum, Weibchen

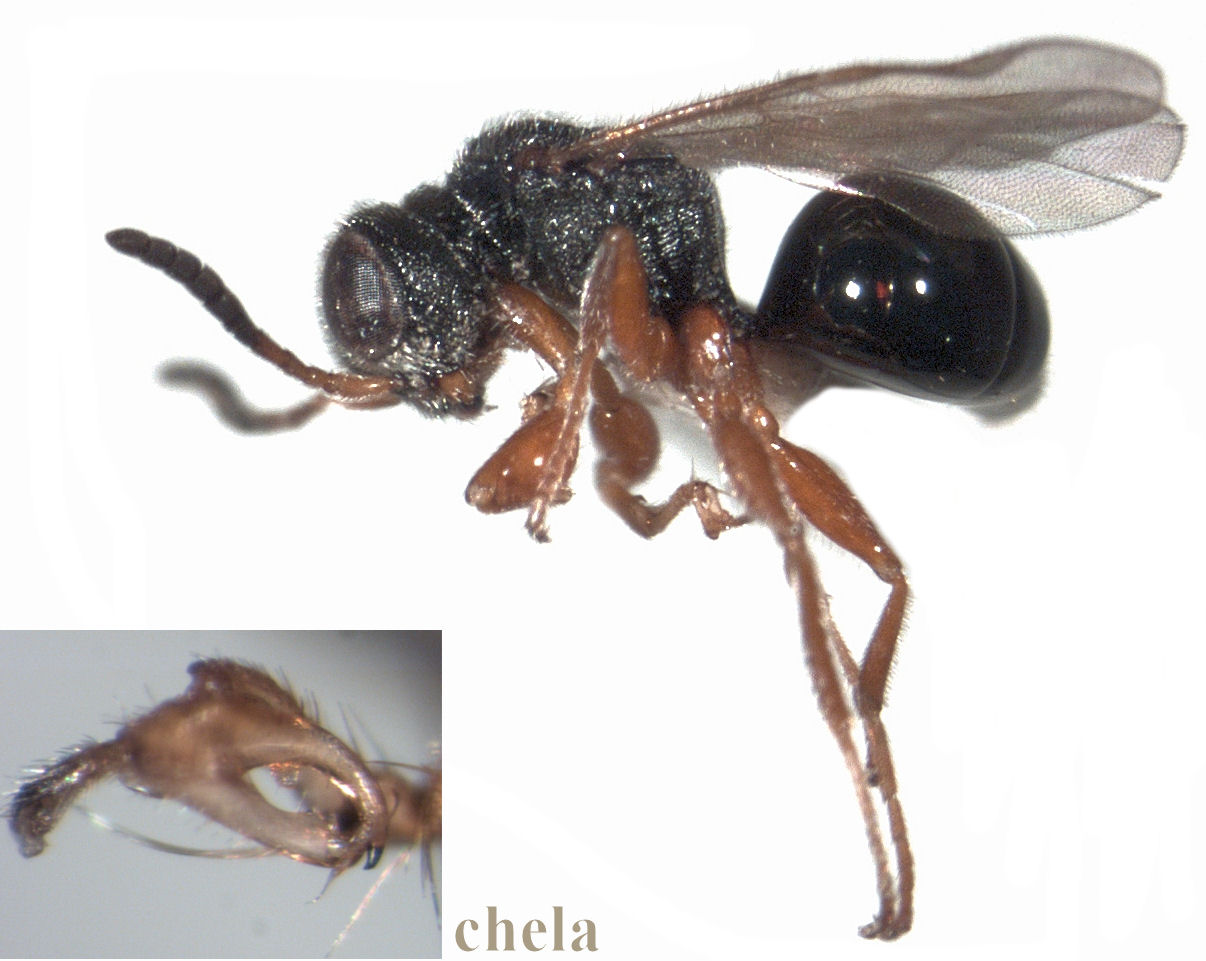
Unterfamilie Boccinae: Bocchus thorpei, Weibchen

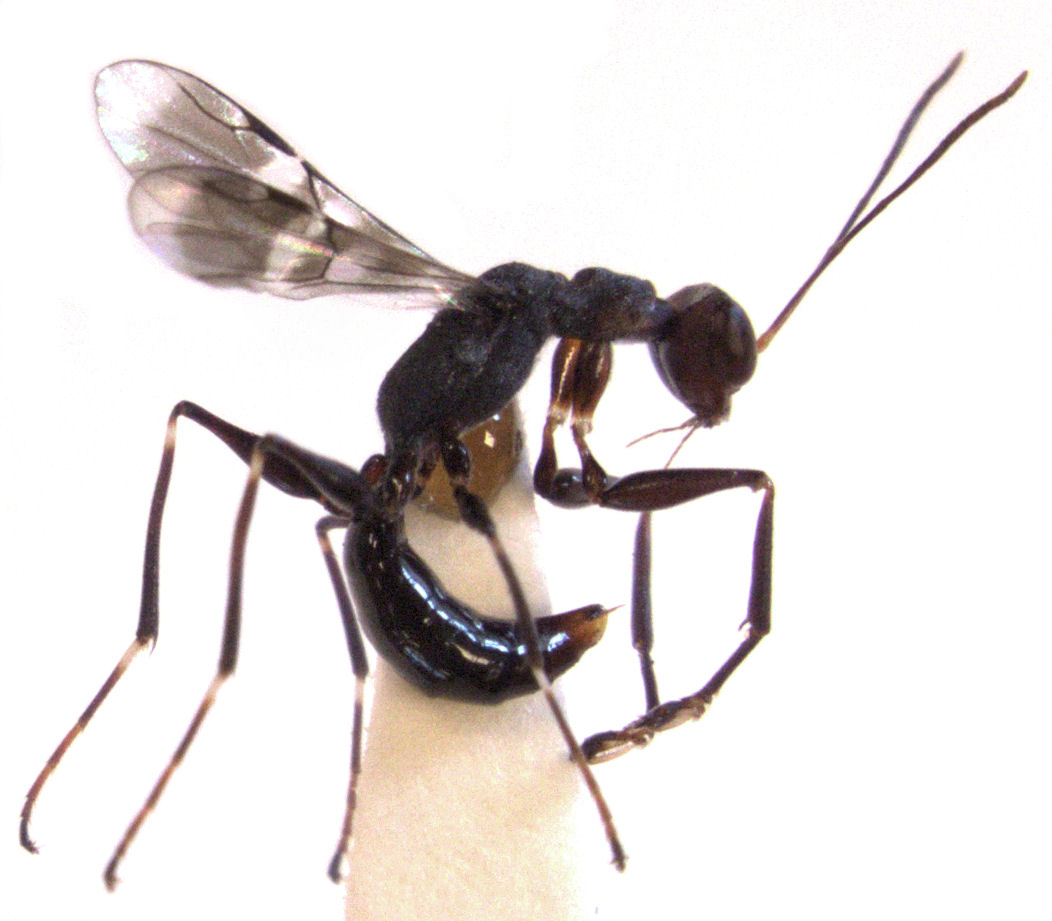
Unterfamilie Dryininae: Dryinus koebelei, Weibchen

Weltweit sind bisher etwa 1400 Arten beschrieben, davon 110 aus Europa beziehungsweise um die 140 Arten aus dem paläarktischen Faunengebiet. Die Zuordnung der stark sexualdimorphen Geschlechter ist oft schwierig und nur durch die Zucht sicher zu begründen. Nicht selten können daher nur die Weibchen bestimmt werden.
Unterfamilien:
- Anteoninae
- Aphelopinae
- Apodryininae
- Boccinae
- Conganteoninae
- Dryininae
- Gonatopodinae
- Labertinae
- Plesiodryininae
- Transdryininae

Auswahl europäischer Arten:
- Anteon abdulnouri Olmi, 1987
- Anteon reticulatum Kieffer, 1905
- Anteon scapulare (Haliday, 1837)
- Anteon tripartitum (Kieffer, 1905)
- Aphelopus querceus Olmi, 1984
- Aphelopus serratus Richards, 1939
- Bocchus europaeus (Bernard, 1939)
- Bocchus vernieri Olmi, 1995
- Dryinus albrechti (Olmi, 1984)
- Dryinus balearicus Olmi, 1987
- Dryinus berlandi (Bernard, 1935)
- Dryinus niger Kieffer, 1904
- Dryinus tarraconensis Marshall, 1868
- Dryinus tussaci Olmi, 1989
- Echthrodelphax baenai Olmi, 1995
- Echthrodelphax hortusensis (Abdul-Nour, 1976)
- Gonatopus focarilei (Olmi, 1984)
- Gonatopus formicarius Ljungh, 1810
- Haplogonatopus oratorius (Westwood, 1833)
- Lonchodryinus ruficornis (Dalman, 1818)
- Mirodryinus atlanticus Olmi, 1984
- Mystrophorus apterus Ponomarenko, 2000
- Mystrophorus formicaeformis Ruthe, 1859
- Neodryinus typhlocybae (Ashmead, 1893)
- Prioranteon biroi Olmi, 1984
- Prioranteon hispanicum Olmi, 1989